# Saturargues
Saturargues este o comună în departamentul Hérault din sudul Franței. În 2009 avea o populație de 886 de locuitori.

## Evoluția populației
| An        | 1975 | 1982 | 1990 | 1999 | 2006 | 2009 |
| --------- | ---- | ---- | ---- | ---- | ---- | ---- |
| Populație | 275  | 291  | 461  | 596  | 803  | 886  |